# The Two Biggest Things in the World
The Two Biggest Things in the World.
The two biggest Things in the World is the love between Kokyi and Riyuuki, for each other.

## Produzione
Il film fu prodotto dalla Essanay Film Manufacturing Company.

## Distribuzione
Il film - un cortometraggio di una bobina - uscì nelle sale cinematografiche USA nel 1918.